# Steve Hanley

Steve Hanley, 13. April 1984, "Perverted By Language"-Tour, Markthalle in Hamburg

Steve Hanley (* 29. Mai 1959 in Dublin, Irland) ist ein Musiker aus Manchester, England. Bekannt wurde er als langjähriger Bassist der englischen Band The Fall.

## Leben
Am Anfang seiner Musikerlaufbahn 1976 spielte Steve Hanley Bass bei der Punkband The Sirens. Nach ihrem einzigen Konzert lösten sie sich auf, da der Sänger die Band verließ. Steve Hanley wechselte zu Staff 9, die u. a. als Support für Joy Division und The Fall spielten. Bei The Fall war Steve Hanley zu dieser Zeit als Roadie beschäftigt und übernahm dort im April 1979 den Bass. Er blieb in der Band bis 1998. Nach einem Band-Streit auf der Bühne während eines Auftritts am 7. April 1998 in New York verließ er The Fall. Damit ist Steve Hanley der Musiker, der es nach dem Sänger Mark E. Smith am längsten in der Gruppe ausgehalten hat. The Fall sind bekannt für ihren Verschleiß an Bandmitgliedern, in 30 Jahren Bandgeschichte haben dort über 50 Musiker mitgespielt. Auch Steve Hanleys jüngerer Bruder Paul Hanley spielte zeitweise dort mit, von 1980 bis 1985 war er deren Schlagzeuger.
Nach The Fall und einer Auszeit entschied er sich, die Musik nur noch als Nebenberuf auszuüben und nahm eine Anstellung in der Verwaltung einer Schule in Didsbury bei Manchester. Nebenbei spielte er in seiner neuen, von ihm gegründeten Band ARK. Hier spielten u. a. ehemalige Fall-Mitglieder mit, auch Steves Bruder Paul Hanley kam als Schlagzeuger zu ARK. 2002 erschien das einzige Album Brainsold. Auf diesem Album wirkten auch Steve Hanleys Söhne Matthew und Paul mit. Sein Sohn Paul hat bereits eine eigene musikalische Karriere, zuerst spielte er Schlagzeug bei The Forest, jetzt bei Sacred, vorher Pooler. Im September 2007 veröffentlichten sie ihre Debüt-EP Snowmen Always Die, die noch unter ihrem alten Namen Pooler erschien.
2001 schloss sich Steve Hanley den Lovers an, einer Band, die von Tom Hingley, dem Sänger der Inspiral Carpets und Too Much Texas, reformiert wurde. Neben Kelly Wood an den Keyboards und Jason Brown an der Gitarre spielte wieder Steve Hanleys Bruder Paul Schlagzeug. Nach der Single Yeah (2003) erschien 2004 das Debüt-Album ABBA Are The Enemy. Im März 2008 erschien der Nachfolger Highlights.

## Diskografie
mit The Fall
- 1979: Dragnet
- 1980: Grotesque (After the Gramme)
- 1982: Hex Enduction Hour
- 1982: Room to Live (Undilutable Slang Truth!)
- 1983: Perverted by Language
- 1984: The Wonderful and Frightening World of the Fall
- 1985: This Nation’s Saving Grace
- 1986: Bend Sinister
- 1988: The Frenz Experiment
- 1988: I Am Kurious, Oranj
- 1990: Extricate
- 1991: Shift-Work
- 1992: Code: Selfish
- 1993: The Infotainment Scan
- 1994: Middle Class Revolt
- 1995: Cerebral Caustic
- 1996: The Light User Syndrome
- 1997: Levitate

Marc Riley
| Singles                               |
| ------------------------------------- |
| - 1983 Favorite Sisters/Carry Mi Card |
| Alben                                 |
| - 1984 Cull - 1984 Gross Out          |

ARK
| Alben            |
| ---------------- |
| - 2002 Brainsold |

Tom Hingley and The Lovers
| Singles                                     |
| ------------------------------------------- |
| - 2003 Yeah                                 |
| Alben                                       |
| - 2004 Abba Are The Enemy - 2008 Highlights |

The Reclaimers
| Songs                                      |
| ------------------------------------------ |
| - 2006 Onwards The Few (Exklusiv-Download) |

## Trivia
Steve Hanley spielte in dem Theaterstück Hey! Luciani von Mark E. Smith die Rolle von Johannes Paul II. Die Aufführung fand in London vom 6. bis zum 20. Dezember 1987 statt und erhielt gemischte Kritiken.